# Primera ronda del Caribe de la Clasificación de Concacaf para la Copa Mundial de Fútbol de 2002
La Primera ronda del Caribe de la Clasificación de Concacaf para la Copa Mundial de Fútbol de 2002 contó con la participación de 24 selecciones de la zona del Caribe pertenecientes a la CONCACAF, las cuales fueron divididas en tres zonas eliminatorias de ocho equipos cada una entre marzo y mayo de 2000.
Los ganadores de cada zona avanzarían a la segunda ronda, mientras que los finalistas de cada zona pasarían a jugar la fase eliminatoria.

## Grupo 1

### Primera Ronda
| Equipo 1    | Agr.        | Equipo 2     | Ida | Vuelta |
| ----------- | ----------- | ------------ | --- | ------ |
| Cuba        | 4-0         | Islas Caimán | 4-0 | 0-0    |
| Santa Lucía | 1-1 (1-3 p) | Surinam      | 1-0 | 0-1    |
| Aruba       | 6-4         | Puerto Rico  | 4-2 | 2-2    |
| Barbados    | 5-4 (t.e.)  | Granada      | 2-2 | 3-2    |

#### Ida
| 5 de marzo de 2000 | Cuba                                               | 4:0 (1:0) | Islas Caimán | Estadio Pedro Marrero, La Habana, Cuba               |                                                      |
|                    | Marten 38' · Álvarez 56' · Prado 87' · Gandara 90' | Reporte   |              | Asistencia: 11 000 espectadores Árbitro(s): Thompson | Asistencia: 11 000 espectadores Árbitro(s): Thompson |

| 5 de marzo de 2000 | Santa Lucía | 1:0 (0:0) | Surinam | Mindoo Philip Park, Castries, Santa Lucía      |                                                |
|                    | Regis 46'   | Reporte   |         | Asistencia: 3500 espectadores Árbitro(s): Egan | Asistencia: 3500 espectadores Árbitro(s): Egan |

| 11 de marzo de 2000 | Aruba                                          | 4:2 (0:2) | Puerto Rico              | Trinidad Stadium, Oranjestad, Aruba             |                                                 |
|                     | Santana 47' · Filomina 54' 70' · O. Mackay 85' | Reporte   | 12' Ortiz · 43' Astondoa | Asistencia: 800 espectadores Árbitro(s): Gurley | Asistencia: 800 espectadores Árbitro(s): Gurley |

| 5 de marzo de 2000 | Barbados          | 2:2 (1:0) | Granada         | Barbados National Stadium, Bridgetown, Barbados  |                                                  |
|                    | Alexander 31' 47' | Reporte   | 75' 77' Modeste | Asistencia: 4500 espectadores Árbitro(s): Dorset | Asistencia: 4500 espectadores Árbitro(s): Dorset |

#### Vuelta
| 19 de marzo de 2000 | Islas Caimán | 0 - 0   | Cuba | Truman Bodden Stadium, George Town, Islas Caimán |                                                  |
|                     |              | Reporte |      | Asistencia: 5000 espectadores Árbitro(s): Brohim | Asistencia: 5000 espectadores Árbitro(s): Brohim |

| 19 de marzo de 2000 | Surinam      | 1 - 0 (t. s.)(3-1 p.) | Santa Lucía | André Kamperveen Stadion, Paramaribo, Surinam    |                                                  |
|                     | Doesburg 80' | Reporte               |             | Asistencia: 6000 espectadores Árbitro(s): Villar | Asistencia: 6000 espectadores Árbitro(s): Villar |

| 18 de marzo de 2000 | Puerto Rico                   | 2 - 2   | Aruba                     | Estadio Sixto Escobar, San Juan, Puerto Rico      |                                                   |
|                     | Ortiz 7' · Geerman 19' (a.g.) | Reporte | M. Mackay 37' · Kross 43' | Asistencia: 500 espectadores Árbitro(s): Faneijte | Asistencia: 500 espectadores Árbitro(s): Faneijte |

| 18 de marzo de 2000 | Granada                    | 2 - 3 (t. s.) | Barbados                   | Grenada National Stadium, Saint George's, Granada |                                                   |
|                     | Baptiste 44' · Roberts 61' | Reporte       | Riley 15', 98' · Forde 35' | Asistencia: 3000 espectadores Árbitro(s): Ramdhan | Asistencia: 3000 espectadores Árbitro(s): Ramdhan |

### Segunda Ronda
| Equipo 1 | Agr. | Equipo 2 | Ida | Vuelta |
| -------- | ---- | -------- | --- | ------ |
| Cuba     | 1-0  | Surinam  | 1-0 | 0-0    |
| Aruba    | 1-7  | Barbados | 1-3 | 0-4    |

#### Ida
| 1 de abril de 2000 | Aruba     | 1 - 3   | Barbados                          | Trinidad Stadium, Oranjestad, Aruba                 |                                                     |
|                    | Gross 89' | Reporte | Goodridge 2' · Alexander 22', 85' | Asistencia: 1200 espectadores Árbitro(s): Hazelwood | Asistencia: 1200 espectadores Árbitro(s): Hazelwood |

| 2 de abril de 2000 | Cuba          | 1 - 0   | Surinam | Estadio Pedro Marrero, La Habana, Cuba                |                                                       |
|                    | Hernández 19' | Reporte |         | Asistencia: 3000 espectadores Árbitro(s): Prendergast | Asistencia: 3000 espectadores Árbitro(s): Prendergast |

#### Vuelta
| 16 de abril de 2000 | Barbados                                       | 4 - 0   | Aruba | Barbados National Stadium, Bridgetown, Barbados   |                                                   |
|                     | Alexander 45', 67' · Goodridge 47' · Riley 70' | Reporte |       | Asistencia: 3500 espectadores Árbitro(s): Ramdhan | Asistencia: 3500 espectadores Árbitro(s): Ramdhan |

| 16 de abril de 2000 | Surinam | 0 - 0   | Cuba | André Kamperveen Stadion, Paramaribo, Surinam          |                                                        |
|                     |         | Reporte |      | Asistencia: 8000 espectadores Árbitro(s): Saint-Claire | Asistencia: 8000 espectadores Árbitro(s): Saint-Claire |

### Tercera Ronda
| Equipo 1 | Agr.        | Equipo 2 | Ida | Vuelta |
| -------- | ----------- | -------- | --- | ------ |
| Cuba     | 2-2 (4-5 p) | Barbados | 1-1 | 1-1    |

#### Ida
| 7 de mayo de 2000 | Cuba     | 1 - 1   | Barbados      | Estadio Pedro Marrero, La Habana, Cuba           |                                                  |
|                   | More 45' | Reporte | Alexander 18' | Asistencia: 2000 espectadores Árbitro(s): Samuel | Asistencia: 2000 espectadores Árbitro(s): Samuel |

#### Vuelta
| 21 de mayo de 2000 | Barbados           | 1 - 1 (t. s.)(5-4 p.) | Cuba     | Barbados National Stadium, Bridgetown, Barbados |                                                 |
|                    | Cruzata 75' (a.g.) | Reporte               | More 74' | Asistencia: 9000 espectadores Árbitro(s): Bynoe | Asistencia: 9000 espectadores Árbitro(s): Bynoe |

## Grupo 2

### Primera Ronda
| Equipo 1                     | Agr. | Equipo 2                       | Ida       | Vuelta    |
| ---------------------------- | ---- | ------------------------------ | --------- | --------- |
| Antigua y Barbuda            | w.o. | Guyana                         | Pendiente | Pendiente |
| Islas Vírgenes Británicas    | 1-14 | Bermudas                       | 1-5       | 0-9       |
| San Vicente y las Granadinas | 14-1 | Islas Vírgenes Estadounidenses | 9-0       | 5-1       |
| San Cristóbal y Nieves       | 14-0 | Islas Turcas y Caicos          | 8-0       | 6-0       |

#### Ida
| 5 de marzo de 2000 | San Vicente y las Granadinas                                              | 9 - 0   | Islas Vírgenes de los Estados Unidos | Arnos Vale Stadium, Kingstown, San Vicente          |                                                     |
|                    | Jack 6', 15', 48', · Guy 18', 20', 31' · Chewitt 74', 86' · Gonsalves 81' | Reporte |                                      | Asistencia: 5000 espectadores Árbitro(s): Alexander | Asistencia: 5000 espectadores Árbitro(s): Alexander |

| 18 de marzo de 2000 | San Cristóbal y Nieves                                                                        | 8 - 0   | Islas Turcas y Caicos | Warner Park, Basseterre, S/K Nevis              |                                                 |
|                     | Saddler 22', 53' (pen.), 66' · Isaac 29' · Francis 47' · Crawford 50' · Gumbs 75' · Smith 86' | Reporte |                       | Asistencia: 4000 espectadores Árbitro(s): Bryan | Asistencia: 4000 espectadores Árbitro(s): Bryan |

| 5 de marzo de 2000 | Islas Vírgenes Británicas | 1 - 5   | Bermudas                                                | AO Shirley Recreation Ground, Road Town, Islas Vírgenes GB |                                                  |
|                    | Williams 61'              | Reporte | Lightbourne 20' · Cam 22' · Goater 35', 48', 65' (pen.) | Asistencia: 2000 espectadores Árbitro(s): McNabb           | Asistencia: 2000 espectadores Árbitro(s): McNabb |

#### Vuelta
| 19 de marzo de 2000 | Islas Vírgenes de los Estados Unidos | 1 - 5   | San Vicente y las Granadinas              | Paul Joseph Stadium, Frederiksted, Islas Vírgenes USA |                                                |
|                     | Santos 72'                           | Reporte | Gonsalves 7' · Chewitt 15', 35', 51', 89' | Asistencia: 425 espectadores Árbitro(s): Forde        | Asistencia: 425 espectadores Árbitro(s): Forde |

| 21 de marzo de 2000                                       | Islas Turcas y Caicos | 0 - 6   | San Cristóbal y Nieves                                                    | Warner Park, Basseterre, S/K Nevis                 |                                                    |
|                                                           |                       | Reporte | Huggins 20', 62' · Gumbs 30' (pen.) · Isaac 58' · Francis 69' · Smith 73' | Asistencia: 1000 espectadores Árbitro(s): Phillips | Asistencia: 1000 espectadores Árbitro(s): Phillips |
| Islas Turcas y Caicos jugó de local en la sede del rival. |                       |         |                                                                           |                                                    |                                                    |

| 19 de marzo de 2000 | Bermudas                                                                                                | 9 - 0   | Islas Vírgenes Británicas | Estadio Nacional de las Bermudas, Hamilton, Bermudas |                                                 |
|                     | Boyles 6' · Russell 34' · Wade 53' · Burgess 57' (pen.) · Lewis 60' · Astwood 61', 79' · Nusum 75', 89' | Reporte |                           | Asistencia: 3500 espectadores Árbitro(s): Grant      | Asistencia: 3500 espectadores Árbitro(s): Grant |

### Segunda Ronda
| Equipo 1                     | Agr.     | Equipo 2               | Ida | Vuelta |
| ---------------------------- | -------- | ---------------------- | --- | ------ |
| Antigua y Barbuda            | 1-1 (v.) | Bermudas               | 0-0 | 1-1    |
| San Vicente y las Granadinas | 3-1      | San Cristóbal y Nieves | 1-0 | 2-1    |

#### Ida
| 16 de abril de 2000 | Antigua y Barbuda | 0 - 0   | Bermudas | Antigua Recreation Ground, Saint John, Antigua y Barbuda |                                                   |
|                     |                   | Reporte |          | Asistencia: 1040 espectadores Árbitro(s): Charles        | Asistencia: 1040 espectadores Árbitro(s): Charles |

| 16 de abril de 2000 | San Vicente y las Granadinas | 1 - 0   | San Cristóbal y Nieves | Arnos Vale Stadium, Kingstown, San Vicente     |                                                |
|                     | James 82'                    | Reporte |                        | Asistencia: 7500 espectadores Árbitro(s): Egan | Asistencia: 7500 espectadores Árbitro(s): Egan |

#### Vuelta
| 23 de abril de 2000 | Bermudas    | 1 - 1   | Antigua y Barbuda | Estadio Nacional de las Bermudas, Hamilton, Bermudas |                                                    |
|                     | Burgess 60' | Reporte | Grayson 74'       | Asistencia: 2000 espectadores Árbitro(s): Williams   | Asistencia: 2000 espectadores Árbitro(s): Williams |

| 22 de abril de 2000 | San Cristóbal y Nieves | 1 - 2   | San Vicente y las Granadinas | Warner Park, Basseterre, S/K Nevis              |                                                 |
|                     | Gumbs 65'              | Reporte | Jack 18' · Velox 58'         | Asistencia: 2500 espectadores Árbitro(s): Bynoe | Asistencia: 2500 espectadores Árbitro(s): Bynoe |

### Tercera Ronda
| Equipo 1          | Agr. | Equipo 2                     | Ida | Vuelta |
| ----------------- | ---- | ---------------------------- | --- | ------ |
| Antigua y Barbuda | 2-5  | San Vicente y las Granadinas | 2-1 | 0-4    |

#### Ida
| 7 de mayo de 2000 | Antigua y Barbuda | 2 - 1   | San Vicente y las Granadinas | Antigua Recreation Ground, Saint John, Antigua y Barbuda |                                                   |
|                   | Grayson 20', 64'  | Reporte | Skeal 68' (a.g.)             | Asistencia: 5000 espectadores Árbitro(s): Ramdhan        | Asistencia: 5000 espectadores Árbitro(s): Ramdhan |

#### Vuelta
| 21 de mayo de 2000 | San Vicente y las Granadinas          | 4 - 0   | Antigua y Barbuda | Arnos Vale Stadium, Kingstown, San Vicente |                               |
|                    | John 11' · Charles 50' · Guy 56', 61' | Reporte |                   | Asistencia: 4000 espectadores              | Asistencia: 4000 espectadores |

## Grupo 3

### Primera Ronda
| Equipo 1             | Agr. | Equipo 2              | Ida | Vuelta |
| -------------------- | ---- | --------------------- | --- | ------ |
| Trinidad y Tobago    | 6-1  | Antillas Neerlandesas | 5-0 | 1-1    |
| República Dominicana | 6-1  | Montserrat            | 3-0 | 3-1    |
| Haití                | 7-1  | Dominica              | 4-0 | 3-1    |
| Anguila              | 2-5  | Bahamas               | 1-2 | 1-3    |

#### Ida
| 4 de marzo de 2000 | Trinidad y Tobago                             | 5 - 0   | Antillas Neerlandesas | Hasely Crawford Stadium, Port of Spain, Trinidad y Tobago |                                                      |
|                    | Andrews 19' · Eve 43', 57' · Dwarika 63', 85' | Reporte |                       | Asistencia: 18 000 espectadores Árbitro(s): Sabillon      | Asistencia: 18 000 espectadores Árbitro(s): Sabillon |

| 5 de marzo de 2000 | República Dominicana               | 3 - 0   | Montserrat | Estadio San Cristóbal, San Cristóbal, República Dominicana |                                                |
|                    | Zapata 31' · Perez 38' · Reyes 44' | Reporte |            | Asistencia: 5000 espectadores Árbitro(s): Yero             | Asistencia: 5000 espectadores Árbitro(s): Yero |

| 11 de marzo de 2000 | Haití                             | 4 - 0   | Dominica | Stade Sylvio Cator, Port-au-Prince, Haití         |                                                   |
|                     | Pierre 6', 22', 47' · Menelas 42' | Reporte |          | Asistencia: 8000 espectadores Árbitro(s): Richard | Asistencia: 8000 espectadores Árbitro(s): Richard |

| 5 de marzo de 2000 | Anguila        | 1 - 3   | Bahamas                              | Webster Park, The Valley, Anguila                   |                                                     |
|                    | Hughes 69' (p) | Reporte | Haven 12' · Moussis 29' · Davies 32' | Asistencia: 3000 espectadores Árbitro(s): Crockwell | Asistencia: 3000 espectadores Árbitro(s): Crockwell |

#### Vuelta
| 18 de marzo de 2000 | Antillas Neerlandesas | 1 - 1   | Trinidad y Tobago | Stadion Ergilio Hato, Willemstad, Antillas Neerlandesas |                                                       |
|                     | Martina 11'           | Reporte | Andrews 90'       | Asistencia: 4000 espectadores Árbitro(s): Prendergast   | Asistencia: 4000 espectadores Árbitro(s): Prendergast |

| 19 de marzo de 2000                           | Montserrat | 1 - 3   | República Dominicana                    | Hasely Crawford Stadium, Port of Spain, Trinidad y Tobago |                                               |
|                                               | Dyer 83'   | Reporte | Sanchez 43' · Gregorio 66' · Zapata 76' | Asistencia: 50 espectadores Árbitro(s): Rojas             | Asistencia: 50 espectadores Árbitro(s): Rojas |
| Montserrat jugó de local en una sede neutral. |            |         |                                         |                                                           |                                               |

| 19 de marzo de 2000 | Dominica  | 1 - 3   | Haití                       | Parque Windsor, Roseau, Dominica               |                                                |
|                     | Peters 6' | Reporte | Pierre 56', 87' · Desir 69' | Asistencia: 3000 espectadores Árbitro(s): Levy | Asistencia: 3000 espectadores Árbitro(s): Levy |

| 19 de marzo de 2000 | Bahamas                | 2 - 1   | Anguila             | Estadio Thomas Robinson, Nassau, Bahamas        |                                                 |
|                     | Haven 16' · Davies 77' | Reporte | O'Connor 40' (pen.) | Asistencia: 330 espectadores Árbitro(s): Bedeau | Asistencia: 330 espectadores Árbitro(s): Bedeau |

### Segunda Ronda
| Equipo 1          | Agr. | Equipo 2             | Ida | Vuelta |
| ----------------- | ---- | -------------------- | --- | ------ |
| Trinidad y Tobago | 4-0  | República Dominicana | 3-0 | 1-0    |
| Haití             | 13-0 | Bahamas              | 9-0 | 4-0    |

#### Ida
| 1 de abril de 2000 | Haití                                                                      | 9 - 0   | Bahamas | Stade Sylvio Cator, Port-au-Prince, Haití          |                                                    |
|                    | Michel 3', 16', 57' · Menelas 8', 33', 68' · Pierre 29', 37' · Edouard 72' | Reporte |         | Asistencia: 12 000 espectadores Árbitro(s): Alfaro | Asistencia: 12 000 espectadores Árbitro(s): Alfaro |

| 2 de abril de 2000 | Trinidad y Tobago                        | 3 - 0   | República Dominicana | Queen's Park Oval, Port of Spain, Trinidad y Tobago   |                                                       |
|                    | Dwarika 67' (pen.), 90' (pen.) · Eve 79' | Reporte |                      | Asistencia: 25 000 espectadores Árbitro(s): Crockwell | Asistencia: 25 000 espectadores Árbitro(s): Crockwell |

#### Vuelta
| 16 de abril de 2000 | Bahamas | 0 - 4   | Haití                              | Estadio Thomas Robinson, Nassau, Bahamas        |                                                 |
|                     |         | Reporte | Edouard 15', 50' · Pierre 68', 76' | Asistencia: 6000 espectadores Árbitro(s): Forde | Asistencia: 6000 espectadores Árbitro(s): Forde |

| 16 de abril de 2000 | República Dominicana | 0 - 1   | Trinidad y Tobago | Estadio San Cristóbal, San Cristóbal, República Dominicana |                                                 |
|                     |                      | Reporte | Pierre 72'        | Asistencia: 1000 espectadores Árbitro(s): Stott            | Asistencia: 1000 espectadores Árbitro(s): Stott |

### Tercera Ronda
| Equipo 1          | Agr. | Equipo 2 | Ida | Vuelta |
| ----------------- | ---- | -------- | --- | ------ |
| Trinidad y Tobago | 4-2  | Haití    | 3-1 | 1-1    |

#### Ida
| 7 de mayo de 2000 | Trinidad y Tobago                     | 3 - 1   | Haití      | Hasely Crawford Stadium, Port of Spain, Trinidad y Tobago |                                                         |
|                   | Andrews 34' · Dwarika 75' · Yorke 76' | Reporte | Pierre 90' | Asistencia: 18 000 espectadores Árbitro(s): Prendergast   | Asistencia: 18 000 espectadores Árbitro(s): Prendergast |

#### Vuelta
| 19 de mayo de 2000 | Haití         | 1 - 1   | Trinidad y Tobago | Stade Sylvio Cator, Port-au-Prince, Haití          |                                                    |
|                    | Thelamour 83' | Reporte | Yorke 26'         | Asistencia: 15 000 espectadores Árbitro(s): Alcala | Asistencia: 15 000 espectadores Árbitro(s): Alcala |